# Netelia guptai
Netelia guptai là một loài tò vò trong họ Ichneumonidae.